# Bundesstraße 292
Die Bundesstraße 292 (Abkürzung: B 292) ist eine deutsche Bundesstraße in Nordbaden, die die Rheinebene mit dem Kraichgau, dem Neckartal, dem Bauland und Tauberfranken verbindet.

## Verlauf
Sie beginnt in Bad Schönborn (Landkreis Karlsruhe, Baden-Württemberg) an der B 3. Die von der Anschlussstelle Kronau (Nr. 41) der A 5 kommende L 555 wird nach der Kreuzung mit der B 3 zur B 292. Sie führt über Sinsheim, Mosbach, Adelsheim, Osterburken, Ravenstein (Verknüpfung mit der A 81) bis Lauda-Königshofen, wo sie an der B 290 endet.

## Geschichte

### Ursprung
Die Straße von Mosbach nach Rosenberg wurde zwischen 1789 und 1797 zur Chaussee ausgebaut.

### Frühere Strecken und Bezeichnungen
Das Verzeichnis der Landstraßen in Baden vom 1. Juli 1901 teilt die heutige Bundesstraße 292 in drei verschiedene Teilstrecken:
- Die Landstraße von Langenbrücken nach Aglasterhausen wurde als badische Staatsstraße Nr. 77 bezeichnet.
- Die Landstraße von Aglasterhausen nach Auerbach (und weiter nach Würzburg) wurde als badische Staatsstraße Nr. 4 bezeichnet.
- Die Landstraße von Auerbach nach Königshofen wurde als badische Staatsstraße Nr. 5 bezeichnet.

Die Reichsstraße 292 wurde um 1937 eingeführt.

## Ortsumgehung Adelsheim/Osterburken
Schon in den 70er Jahren war eine Ortsumgehung im Bauland geplant, um den Verkehr vom Altkreis Mosbach in Richtung A 81 nicht durch die Orte Adelsheim und Osterburken fließen zu lassen. Diese sind nämlich Nadelöhre, insbesondere Adelsheim mit der engen Hauptstraße in der Altstadt. Die Umgehungsstraße bindet nicht nur den Neckar-Odenwald-Kreis besser mit der A 81 an, sondern auch die Industriegebiete in Osterburken und Adelsheim. Diese befinden sich in nächster Nähe zur Umgehungsstraße. Der Bau des Eckenbergtunnels verzögerte sich aus finanziellen Gründen bis Mai 2017 um etwa ein Jahr. Parallel zum Eckenbergtunnel verläuft der Osterburkener Tunnel der Bahnstrecke Neckarelz-Osterburken. In direkter Nähe der Anschlussstelle Adelsheim Nord befindet sich der gleichnamige Haltepunkt auf jener Bahnstrecke. Die Ortsumfahrung Osterburken wurde im Jahr 2008 für den Verkehr freigegeben, der Abschnitt Adelsheim Nord – Adelsheim West im Jahre 2022.
Eine Kreisstraße („Transversale“) war bis 2020 in Planung, sie hätte Buchen und Waldürrn über Eberstadt mit der Ortsumgehung zwischen Eckenbergtunnel und Seckachtalbrücke verbunden und hätte den Durchgangsverkehr in Bofsheim, Zimmern, Seckach und Bödigheim verringern sollen. Der Kreistag des Neckar-Odenwaldkreises lehnte die weiteren Planungen für diese Straße 2020 ab.